# تناجر فضي الظهر
تناجر فضي الظهر (الاسم العلمي: Tangara viridicollis)، هو نوع من الطيور يتبع فصيلة التناجر ضمن رتبة العصفوريات.